# 김종민 (1949년)
김종민(金鍾民, 1949년 2월 15일~)은 대한민국의 제9대 문화관광부 장관을 역임한 충북 영동 출생의 공무원이다.

## 학력
- 경기고등학교 졸업
- 서울대학교 법과대학 법학 학사
- 서울대학교 행정대학원 행정학 석사
- 미네소타 대학교 대학원 정책학 석사

## 경력
- 1972년 : 제11회 행정고시 합격
- 1986년 : 서울올림픽조직위원회
- 1992년 : 총무처 의정국장
- 1994년 : 대통령비서실 행정비서관

• 1995년: 대통령비서실 공직기강비서관
- 1996년 : 문화체육부 차관
- 1998년 : 한림대학교 객원교수
- 1999년 : 세계도자기엑스포 조직위원장
- 2002년 : 경기관광공사 사장
- 2005년 : 한국관광공사 사장
- 2007년 : 문화관광부 장관
- 2009년 : 삽살개 세계화 홍보대사
- 2010년 : 게임문화재단 이사장
- 2010년 : 강원발전연구원장
- 2020년 6월 ~ 2024년 6월 : 학교법인 한림대학교 이사

## 수상
- 1989년 : 대한민국 체육훈장 거상장
- 2002년 : 대한민국 금탑산업훈장
- 2006년 : 글로벌 경영대상 최고경영자 대상